# Nazionale maschile under 20 di calcio degli Stati Uniti d'America
La Nazionale di Calcio degli Stati Uniti Under-20, controllata dalla USSF, è la maggiore rappresentativa degli Stati Uniti nelle competizioni U-20.

## Competizioni

### Mondiali U-20
| Anno   | Piazzamento      | G               | V               | N*              | P               | GF              | GS              |
| ------ | ---------------- | --------------- | --------------- | --------------- | --------------- | --------------- | --------------- |
| 1977   | Non qualificata  | Non qualificata | Non qualificata | Non qualificata | Non qualificata | Non qualificata | Non qualificata |
| 1979   | Non qualificata  | Non qualificata | Non qualificata | Non qualificata | Non qualificata | Non qualificata | Non qualificata |
| 1981   | Primo turno      | 3               | 0               | 1               | 2               | 1               | 8               |
| 1983   | Primo turno      | 3               | 1               | 0               | 2               | 3               | 5               |
| 1985   | Non qualificata  | Non qualificata | Non qualificata | Non qualificata | Non qualificata | Non qualificata | Non qualificata |
| 1987   | Primo turno      | 3               | 1               | 0               | 2               | 2               | 3               |
| 1989   | Quarto posto     | 6               | 2               | 1               | 3               | 7               | 9               |
| 1991   | Non qualificata  | Non qualificata | Non qualificata | Non qualificata | Non qualificata | Non qualificata | Non qualificata |
| 1993   | Quarti di finale | 4               | 1               | 1               | 2               | 8               | 6               |
| 1995   | Non qualificata  | Non qualificata | Non qualificata | Non qualificata | Non qualificata | Non qualificata | Non qualificata |
| 1997   | Ottavi di finale | 4               | 1               | 0               | 3               | 2               | 6               |
| 1999   | Ottavi di finale | 4               | 2               | 0               | 2               | 7               | 7               |
| 2001   | Ottavi di finale | 4               | 1               | 1               | 2               | 5               | 5               |
| 2003   | Quarti di finale | 5               | 3               | 0               | 2               | 9               | 6               |
| 2005   | Ottavi di finale | 4               | 2               | 1               | 1               | 4               | 4               |
| 2007   | Quarti di finale | 5               | 3               | 1               | 1               | 12              | 6               |
| 2009   | Primo turno      | 3               | 1               | 0               | 2               | 4               | 7               |
| 2011   | Non qualificata  | Non qualificata | Non qualificata | Non qualificata | Non qualificata | Non qualificata | Non qualificata |
| 2013   | Primo turno      | 3               | 0               | 1               | 2               | 3               | 9               |
| 2015   | Quarti di finale | 5               | 3               | 0               | 2               | 7               | 4               |
| 2017   | Quarti di finale | 5               | 2               | 2               | 1               | 12              | 6               |
| 2019   | Quarti di finale | 5               | 3               | 0               | 2               | 8               | 6               |
| 2023   | Quarti di finale | 5               | 4               | 0               | 1               | 10              | 2               |
| Totale | 17/23            | 71              | 30              | 9               | 32              | 103             | 99              |

### Campionato nordamericano di calcio Under-20
- 1 vittoria  (2017)
- 6 secondi posto  (1980, 1982, 1986, 1992, 2009, 2013)
- 5 terzi posti  (1976, 1988, 1990, 1996, 2015)

### Giochi panamericani
Anche se la squadra U-20 non ha rappresentato gli Stati Uniti in tutti i giochi panamericani. Solo dal 2007 l'organizzazione ha istituito come limite d'età al torneo i 20 anni. 
- 1951 - Non qualificata
- 1955 - Non qualificata
- 1959 - Medaglia di Bronzo
- 1963 - Quinto posto
- 1967 - Primo turno
- 1971 - Sesto posto
- 1975 - Primo turno
- 1979 - Secondo turno
- 1983 - Primo turno
- 1987 - Primo turno
- 1991 - Medaglia d'Oro
- 1995 - Primo turno
- 1999 - Medaglia di Bronzo
- 2003 - Non qualificata
- 2007 - Non qualificata
- 2015 - Non qualificata

## Tutte le rose

### Campionato mondiale Under-20
Campionato mondiale di calcio Under-20 19811 Scarpelli, 2 Smith, 3 Hundelt, 4 Ainslie, 5 Gardiner, 6 Fernandez, 7 Kain, 8 Meyer, 9 Lischner, 10 Saldana, 11 Gee, 12 Devey, 13 Doran, 14 Stollmeyer, 15 Jianette, 16 McLean, 17 Aly, 18 White, CT: Chyzowych
Campionato mondiale di calcio Under-20 19831 Duback, 2 Peat, 3 Black, 4 Caligiuri, 5 Groesser, 6 Maurer, 7 Stewart, 8 Arya, 9 Brady, 10 Ervine, 11 Ramos, 12 T. Snyder, 13 Forero, 14 Gelnovatch, 15 Hooker, 16 Pérez, 17 Sanderson, 18 S. Snyder, CT: McAlpine
Campionato del mondo Under-20 19871 Meola, 2 Reasoner, 3 Pfeil, 4 Agoos, 5 Szanto, 6 Santel, 7 Benedict, 8 Gutierrez, 9 Unger, 10 Balboa, 11 Henderson, 12 Gwin, 13 Constantino, 14 Gaitan, 15 Pena, 16 Fernandez, 17 Martin, 18 Keller, CT: Armstrong
Campionato del mondo Under-20 19891 Keller, 2 Rast, 3 Draguicevich, 4 Burns, 5 Brose, 6 Covone, 7 Mullenny, 8 Onalfo, 9 Crawley, 10 Snow, 11 Lagos, 12 Dayak, 13 Tinkham, 14 Henderson, 15 Thompson, 16 Horton, 17 Yorks, 18 Roy, CT: Gansler
Campionato del mondo Under-20 19931 Koczak, 2 McKeon, 3 Berhalter, 4 Faklaris, 5 Johnson, 6 Zavagnin, 7 Gentile, 8 Smith, 9 Kelly, 10 Vargas, 11 Joseph, 12 Pollard, 13 Beavers, 14 Quick, 15 Labelle, 16 Lanza, 17 Baba, 18 Cassar, CT: Howe
Campionato del mondo Under-20 19971 Kirk, 2 McCarty, 3 Dunseth, 4 Chulis, 5 Poltl, 6 Parra, 7 Stoddard, 8 O'Brien, 9 Victorine, 10 Flores, 11 Olsen, 12 Corrales, 13 Rodriguez, 14 DiGiamarino, 15 West, 16 Wolff, 17 Petroski, 18 Napolean, CT: Hoffman
Campionato del mondo Under-20 19991 Rimando, 2 Thorrington, 3 Garcia, 4 Califf, 5 Pierce, 6 Cherundolo, 7 Downing, 8 Morrison, 9 Futagaki, 10 Albright, 11 Gomez, 12 Tsakiris, 13 Bocanegra, 14 Goldsmith, 15 Twellman, 16 Gibbs, 17 Beasley, 18 Howard, CT: Schmid
Campionato del mondo Under-20 20011 Countess, 2 Salyer, 3 Onyewu, 4 Akwari, 5 Yi, 6 Gray, 7 Beasley, 8 Eskandarian, 9 Davis, 10 Donovan, 11 Convey, 12 Lewis, 13 Martino, 14 Arena, 15 Carroll, 16 Casey, 17 Buddle, 18 Warren, CT: Sühnholz
Campionato del mondo Under-20 20031 Cronin, 2 Whitbread, 3 Mapp, 4 Marshall, 5 Cochrane, 6 Stone, 7 E. Johnson, 8 Klaas, 9 Quaranta, 10 Convey, 11 Clark, 12 Adu, 13 Magee, 14 Dempsey, 15 D. Johnson, 16 Moor, 17 Cameron, 18 Williams, 19 Grabavoy, 20 Harvey, CT: Rongen
Campionato del mondo Under-20 20051 Westberg, 2 Wynne, 3 Spector, 4 Sturgis, 5 Ianni, 6 Dalby, 7 Kljestan, 8 Feilhaber, 9 Barrett, 10 Gaven, 11 Adu, 12 John, 13 Peterson, 14 Nguyen, 15 Freeman, 16 Harrington, 17 Kartunen, 18 Ochoa, 19 Szetela, 20 Evans, 21 Hughes, CT: Schmid
Campionato del mondo Under-20 20071 Seitz, 2 Ward, 3 Arguez, 4 Igwe, 5 Sturgis, 6 Bradley, 7 Szetela, 8 Rogers, 9 Zimmerman, 10 McCarty, 11 Adu, 12 Altidore, 13 Sarkodie, 14 Wallace, 15 Zizzo, 16 Valentin, 17 Ferrari, 18 Perk, 19 Beltran, 20 Akpan, 21 Sandbo, CT: Rongen
Campionato del mondo Under-20 20091 Johnson, 2 Agbossoumonde, 3 Powers, 4 Williams, 5 Cruz, 6 Davies, 7 Taylor, 8 Jeffrey, 9 Marošević, 10 Duka, 11 Diskerud, 12 Maund, 13 Perk, 14 Mayen, 15 Ownby, 16 Opara, 17 Arguez, 18 Lambo, 19 Flores, 20 Shea, 21 Stephens, CT: Rongen
Campionato del mondo Under-20 20131 Cropper, 2 Yedlin, 3 Ocegueda, 4 Stanko, 5 O'Neill, 6 Trapp, 7 Pineda, 8 Joya, 9 Rodriguez, 10 Gil, 11 Villarreal, 12 McIntosh, 13 Miller, 14 Torre, 15 Lopez, 16 Acosta, 17 Garcia, 18 Sorto, 19 Hernández, 20 Cuevas, 21 Steffen, CT: Ramos
Campionato del mondo Under-20 20151 Steffen, 2 Moore, 3 Requejo, 4 Carter-Vickers, 5 Miazga, 6 Acosta, 7 Arriola, 8 Hyndman, 9 Rubin, 10 Soñora, 11 Jamieson, 12 Olsen, 13 Thompson, 14 Tall, 15 Delgado, 16 Donovan, 17 Payne, 18 Palmer-Brown, 19 Zelalem, 20 Allen, 21 Caldwell, CT: Ramos
Campionato del mondo Under-20 20171 Klinsmann, 2 Trusty, 3 Acosta, 4 Redding, 5 Palmer-Brown, 6 Glad, 7 Williamson, 8 Adams, 9 Sabbi, 10 Zelalem, 11 Saucedo, 12 Marcinkowski, 13 Kunga, 14 Herrera, 15 Ebobisse, 16 Carter-Vickers, 17 Lennon, 18 Jones, 19 Sargent, 20 de la Torre, 21 Scott, CT: Ramos
Campionato del mondo Under-20 20191 Scott, 2 Dest, 3 Gloster, 4 McKenzie, 5 Richards, 6 Durkin, 7 Araujo, 8 Méndez, 9 Soto, 10 Pomykal, 11 Weah, 12 Ochoa, 13 Keita, 14 Cerrillo, 15 Real, 16 Servania, 17 de la Fuente, 18 Llanez, 19 Rennicks, 20 Ledezma, 21 dos Santos, CT: Ramos
Campionato del mondo Under-20 20231 Slonina, 2 Halliday, 3 Wiley, 4 Wynder, 5 Craig, 6 Edelman, 7 Sullivan, 8 McGlynn, 9 Cowell, 10 Luna, 11 Paredes, 12 Carrera, 13 Gómez, 14 Ferkranus, 15 Tsakiris, 16 Wolff, 17 Che, 18 Vargas, 19 Yapi, 20 Pukštas, 21 Borto, CT: Varas

### Campionato nordamericano Under-20
Campionato nordamericano Under-20 20051 Westberg, 2 Freeman, 3 Wynne, 4 Phelan, 5 Ianni, 6 Dalby, 7 Kljestan, 8 Feilhaber, 9 Barrett, 10 Álvarez, 11 Adu, 12 John, 13 Peterson, 14 Davies, 15 Gaven, 16 Ward, 17 Szetela, 18 Kartunen, CT: Schmid
Campionato nordamericano Under-20 20071 Seitz, 2 Ward, 3 Arguez, 4 Igwe, 5 Sturgis, 6 Kirk, 7 Szetela, 8 Rogers, 9 Smith, 10 Villanueva, 11 Adu, 12 Altidore, 13 Sarkodie, 14 Wallace, 15 Zizzo, 16 Valentin, 17 Zimmerman, 18 Perk, 19 Beltran, 20 Akpan, CT: Rongen
Campionato nordamericano Under-20 20091 Johnson, 2 Davies, 3 Wallace, 4 Williams, 5 Maund, 6 Okugo, 7 Cruz, 8 Jeffrey, 9 Marošević, 10 Duka, 11 Flores, 12 Arguez, 13 Taylor, 14 Garza, 15 Ownby, 16 Schuler, 18 Lambo, 22 Agbossoumonde, 23 Shea, 24 Perk, CT: Rongen
Campionato nordamericano Under-20 20111 MacMath, 2 Agbossoumonde, 3 Valentin, 4 Hernández, 5 Kitchen, 6 Powers, 7 Gyau, 8 Lletget, 9 Doyle, 10 Rowe, 11 Wood, 12 Hot, 13 Garza, 14 Okugo, 15 Veeder, 16 Orozco, 17 Salgado, 18 Cropper, 19 Ibeagha, 20 Arreola, CT: Rongen
Campionato nordamericano Under-20 20131 Cropper, 2 Okwuonu, 3 Ocegueda, 4 Stanko, 5 O'Neill, 6 Trapp, 7 Villarreal, 8 Joya, 9 Rodriguez, 10 Gil, 11 Kiesewetter, 12 McIntosh, 14 Torre, 15 Lopez, 16 Serna, 17 Garcia, 18 Miller, 19 Allen, 20 Cuevas, 22 Steffen, CT: Ramos
Campionato nordamericano Under-20 20151 Steffen, 2 Moore, 3 Requejo, 4 Carter-Vickers, 5 Miazga, 6 Acosta, 7 Arriola, 8 Hyndman, 9 Gall, 10 Flores, 11 Thompson, 12 Horvath, 13 Turner, 14 Donovan, 15 Arce Jr., 16 Canouse, 17 Moreno, 18 Gooch, 19 Jamieson IV, 20 Spencer, CT: Ramos
Campionato nordamericano Under-20 20171 Klinsmann, 2 Fossey, 3 Acosta, 4 Redding, 5 Palmer-Brown, 6 Glad, 7 Williamson, 8 Adams, 9 Ebobisse, 10 de la Torre, 11 Saucedo, 12 Marcinkowski, 13 Trusty, 14 Herrera, 15 González, 16 Gutjahr, 17 Lennon, 18 Sabbi, 19 Craft, 20 Lewis, CT: Ramos
Campionato nordamericano Under-20 20181 Scott, 2 Lindsey, 3 Gloster, 4 McKenzie, 5 Real, 6 Servania, 7 Torres, 8 Méndez, 9 Rennicks, 10 Pomykal, 11 Llanez, 12 Ochoa, 13 Dorsey, 14 Perez, 15 Fontana, 16 Araujo, 17 Akinola, 18 Angking, 19 Rogers, 20 Amaya, 22 Dest, 23 Soto, 26 Richards, CT: Ramos